# Nebbia rossa (romanzo)
Nebbia rossa (titolo originale Le brouillard rouge) è un romanzo dello scrittore francese Paul Halter del 1988, di genere giallo/poliziesco. In Italia è stato pubblicato nel 1999, nella collana Il Giallo Mondadori, con il numero 2656. 

## Trama
Uno scrittore misterioso ritorna al suo paese natale per far luce su un delitto insoluto avvenuto qualche anno prima. Con l'aiuto di una bella cameriera e del fratello della vittima tenterà a far luce sulla vicenda. Nuovi delitti, però, sono dietro l'angolo...

## Personaggi
- Sidney Miles : scrittore
- Cora Ferrers : figlia dell'oste di Blackfield
- Richard Morstan : signorotto del villaggio assassinato
- Rose e Michael Morstan: figli di Richard
- Daniel Morstan: fratello di Richard
- Luke Strange: marito di Rose
- Celia Forsythe: maestra
- Eleonor Bourroughs: governante dei Morstan
- Nellie Smith: cameriera
- John Reed: ispettore di polizia
- Melvin: sovraintendente di polizia

## Edizioni
- Paul Halter, Nebbia rossa, traduzione di Igor Longo, Il Giallo Mondadori n. 2656, Arnoldo Mondadori Editore, 1999,  p. 203.